# Verfassung Indiens

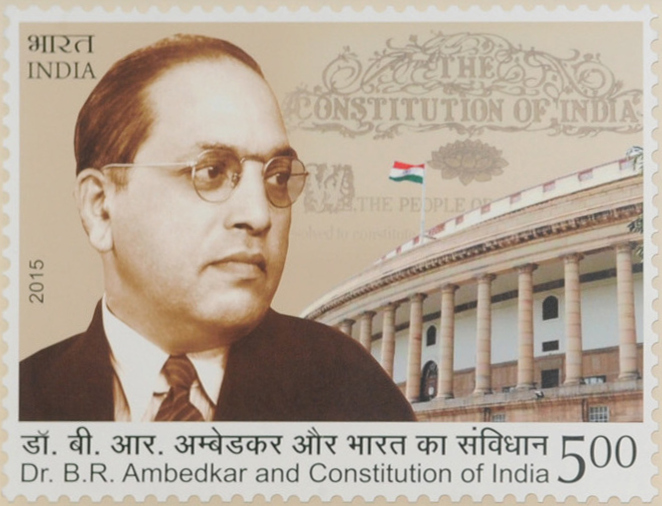
Bhimrao Ramji Ambedkar leitete den Redaktionsausschuss, der auf Grundlage der zuvor ausgearbeiteten Vorschläge einen Verfassungsentwurf erstellen sollte.

Die Verfassung der Republik Indien bildet die rechtliche Grundlage und das politische Grundgerüst des größten Landes Südasiens. Indien wird darin als parlamentarische Bundesrepublik definiert. Die von verschiedenen westlichen Vorbildern beeinflusste Verfassung wurde am 26. November 1949, im dritten Jahr der Unabhängigkeit, verabschiedet und trat am 26. Januar 1950 in Kraft. Sie ist in englischer Sprache verfasst, daneben gibt es eine rechtsverbindliche Übersetzung auf Hindi.

## Geschichte
Die heute gültige indische Verfassung von 1950 geht zu großen Teilen auf den Government of India Act 1935 zurück, die letzte koloniale Verfassung, die das direkte Wahlrecht einführte und den Provinzen Britisch-Indiens innere Selbstverwaltung zugestand. 1946 vereinbarten die Führer der indischen Unabhängigkeitsbewegung mit einer Delegation des britischen Premierministers Clement Attlee, dass eine Versammlung zur Erarbeitung einer Verfassung für ein unabhängiges Indien gebildet werden solle. Die verfassungsgebende Versammlung (Constituent Assembly of India) wurde im Sommer 1946 von den Provinzparlamenten gewählt und trat erstmals am 9. Dezember 1946 unter dem Vorsitz Sachidananda Sinhas zusammen. Nachdem Indien am 15. August 1947 seine Unabhängigkeit erlangt hatte, fungierte sie vorübergehend als Volksvertretung des jungen Staates.
Am 29. August 1947 wurde ein Redaktionsausschuss unter der Leitung von Bhimrao Ramji Ambedkar gebildet, der auf Grundlage der zuvor ausgearbeiteten Vorschläge einen Verfassungsentwurf erstellen sollte. Der erste Entwurf lag im Februar 1948 vor. Nach mehreren Sitzungen einigten sich die Abgeordneten der verfassungsgebenden Versammlung, nun unter dem Vorsitz des späteren ersten Staatspräsidenten Rajendra Prasad, am 17. Oktober 1949 auf eine endgültige Fassung, die am 26. November 1949 verabschiedet wurde. Die Bestimmungen zu Staatsbürgerschaft, Wahlen und Übergangsparlament sowie einige provisorische Bestimmungen traten sofort in Kraft, die Verfassung als Ganzes am 26. Januar 1950. Seitdem hat es zahlreiche Korrekturen und Ergänzungen gegeben, zuletzt trat am 12. Juni 2006 das 94. Gesetz zur Änderung der Verfassung in Kraft.

## Aufbau
Die indische Verfassung gliedert sich in eine Präambel, den Hauptkorpus und zwölf Anhänge (Schedules). Der eigentliche Verfassungskorpus umfasst 22 Abschnitte, die wiederum zum Teil in Kapitel untergliedert sind. Einige der ursprünglich 395 Artikel sind inzwischen außer Kraft. Nachträglich aufgenommene Artikel sind durch Großbuchstaben gekennzeichnet. Heute enthält die Verfassung deutlich mehr als 400 Artikel und gehört somit zu den umfangreichsten Staatsverfassungen der Welt.
Der Aufbau der Verfassung ist wie folgt (englischer Originaltext kursiv):
- Präambel
- Teile (Parts):

Teil I – Die Union und ihr Staatsgebiet (Union and its Territory)
Teil II – Bestimmungen zur Staatsangehörigkeit (Citizenship)
Teil III – Grundrechte (Fundamental Rights)
Teil IV – Leitlinien der staatlichen Politik (Directive Principles of State Policy)
Teil IVA – Grundlegende Pflichten (Fundamental Duties)
Teil V – Die Union (The Union)
Teil VI – Die Bundesstaaten (The States)
Teil VII – Staaten im Abschnitt B von Anhang I (mittlerweile aufgehoben, States in the B part of the First schedule)
Teil VIII – Die Unionsterritorien (The Union Territories)
Teil IX – Die Panchayats (The Panchayats)
Teil IXA – Die Gemeinden (The Municipalities)
Teil IXB – Die Kooperativen Vereinigungen (The Co-operative Societies)
Teil X – Die gelisteten Stammesgebiete (The scheduled and Tribal Areas)
Teil XI – Beziehungen zwischen der Union und den Bundesstaaten (Relations between the Union and the States)
Teil XII – Finanzen, Eigentum, Verträge und Gesuche (Finance, Property, Contracts and Suits)
Teil XIII – Handel und Gewerbe innerhalb Indiens (Trade and Commerce within the territory of India)
Teil XIV – Unternehmungen in Regie der Union oder der Bundesstaaten (Services Under the Union, the States)
Teil XIVA – Gerichte (Tribunals)
Teil XV – Wahlen (Elections)
Teil XVI – Besondere Vorkehrungen in Bezug auf bestimmte Bevölkerungsklassen (Special Provisions Relating to certain Classes)
Teil XVII – Sprachen (Languages)
Teil XVIII – Notstandsbestimmungen (Emergency Provisions)
Teil XIX – Verschiedenes (Miscellaneous)
Teil XX – Ergänzung der Verfassung (Amendment of the Constitution)
Teil XXI – Zeitlich begrenzte Bestimmungen, Übergangs- und spezielle Bestimmungen (Temporary, Transitional and Special Provisions)
Teil XXII – Kurzer Titel, Zeitpunkt des Inkrafttretens, autorisierter Text in Hindi und Außerkraftsetzungen (Short title, Date of Commencement, Authoritative Text in Hindi and Repeals)
- Anhänge (Schedules):

Anhang 1 (First Schedule, Artikel 1 und 4) – Auflistung der Staaten und Territorien mit einschlägigen Grenzänderungen und den zugehörigen Gesetzen,
Anhang 2 (Second Schedule, Artikel 59(3), 65(3), 75(6), 97, 125, 148(3), 158(3), 164(5), 186 und 221) – Auflistung von Gehältern von Angestellten in öffentlichen Diensten, Richtern etc.,
Anhang 3 (Third Schedule, Artikel 75(4), 99, 124(6), 148(2), 164(3), 188 und 219) – Liste von Eidesformeln für Staatsbediensteten, gewählte Volksvertreter und Richter,
Anhang 4 (Fourth Schedule, Artikel 4(1) und 80(2)) – Beschreibung der Sitzzuteilung in der Rajya Sabha bezogen auf die Bundesstaaten und Unionsterritorien,
Anhang 5 (Fifth Schedule, Artikel 244(1)) – Verwaltung der Scheduled Areas mit den Scheduled Tribes,
Anhang 6 (Sixth Schedule, Artikel 244(2) und 275(1)) – spezielle Bestimmungen für die Verwaltung von Stammesgebieten in Assam, Meghalaya, Tripura, und Mizoram,
Anhang 7 (Seventh Schedule, Artikel 246) – Pflichten der Unionsregierung und der Regierungen der Bundesstaaten,
Anhang 8 (Eighth Schedule, Artikel 344(1) und 351) – die offiziellen Staatssprachen,
Anhang 9 (Ninth Schedule, Artikel 31-B) – Validierung bestimmter Gesetze und Regulatorien,
Anhang 10 (Tenth Schedule, Artikel 102(2) und 191(2)) – Bestimmungen, um das Überlaufen von gewählten Parlamentsabgeordneten zu anderen Parlamentsfraktionen zu erschweren,
Anhang 11 (Eleventh Schedule, Artikel 243-G) – Panchayati Raj (ländliche Selbstverwaltung),
Anhang 12 (Twelfth Schedule, Artikel 243-W) – Gemeinden (städtische Selbstverwaltung).
- Anlagen (Appendices):

Appendix I— Anwendung der Verfassung auch auf Jammu und Kashmir,
Appendix II – Verfassungsbestimmungen, die für Jammu und Kashmir gelten, bzw. nicht gelten,
Appendix  III – Auszüge aus dem Gesetz zum 44. Verfassungszusatz 1978,
Appendix  IV – Gesetz zum 86. Verfassungszusatz 2002,
Appendix  V – Gesetz zum 88. Verfassungszusatz 2003.

## Grundcharakter und wesentliche Inhalte

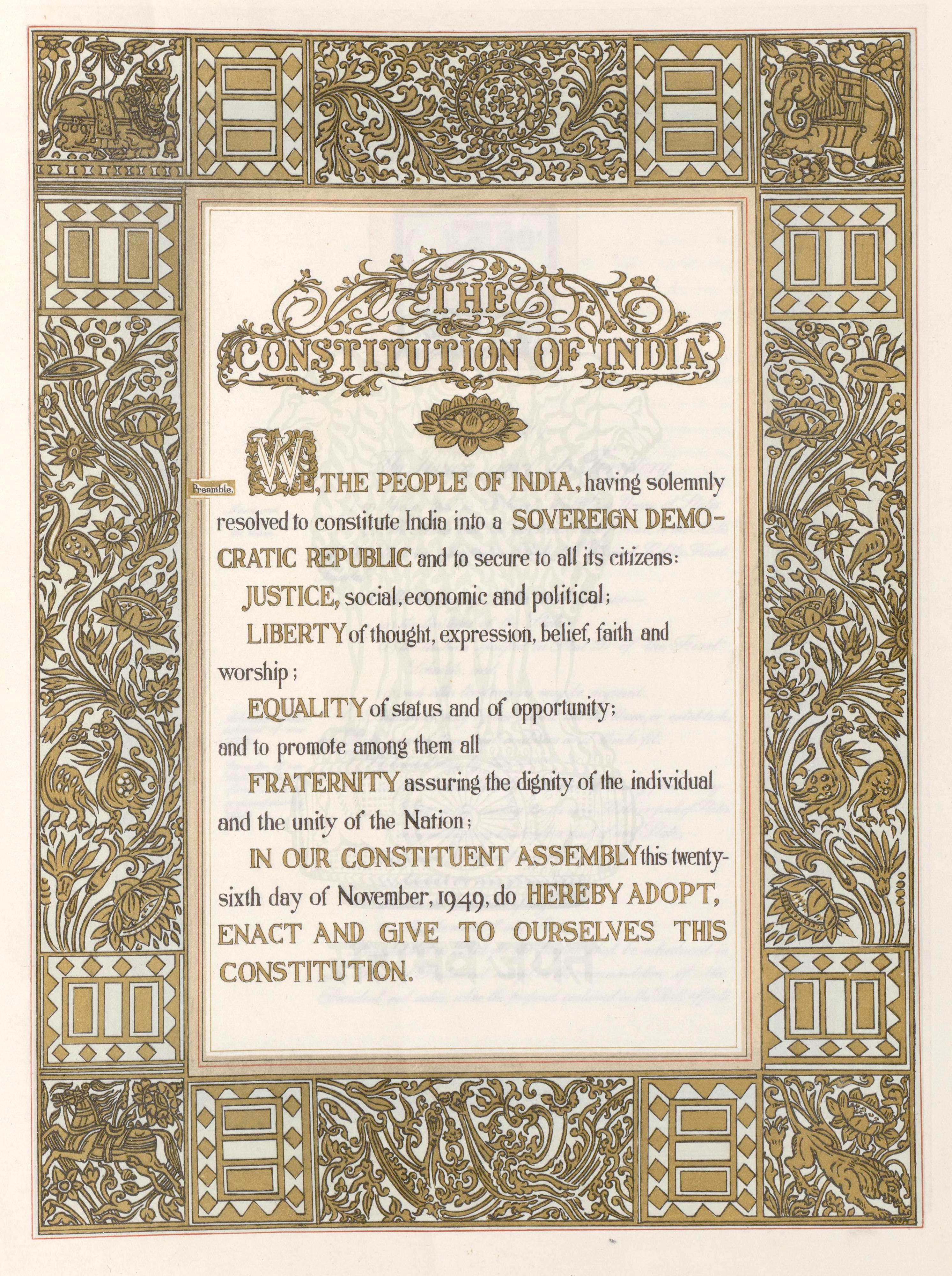
Präambel der Originalurkunde

Die indische Verfassung kombiniert Merkmale liberaler Verfassungen verschiedener westlicher Länder mit den Grundzügen einer britischen Kolonialverfassung. Sie trägt Züge einer Präsidialverfassung, die auf die zentrale Position des früheren britisch-indischen Vizekönigs zurückzuführen sind, obwohl der Präsident in der Praxis vorwiegend repräsentative Aufgaben übernimmt und die eigentliche Exekutivgewalt nach britischem Vorbild beim Premierminister liegt. Die Machtbefugnisse des Präsidenten sind unter anderem durch Art. 74 begrenzt, wonach er nur auf Ratschlag des Ministerrats mit dem Premierminister an der Spitze handeln darf. Dem britischen Westminster-System sind auch die starke Rolle des Zweikammerparlaments und das Gesetzgebungsverfahren nachempfunden. Das Indische Parlament besteht aus Rajya Sabha, dem „Haus der Staaten“ (entspricht dem Oberhaus), und Lok Sabha, dem „Haus des Volkes“ (entspricht dem Unterhaus).

### Präambel
Das Selbstverständnis des indischen Staates spiegelt die Präambel der Verfassung wider. Indien wird darin als „souveräne, sozialistische, säkulare, demokratische Republik“ definiert. Weiterhin lehnt sich die Präambel an die Ideale der Französischen Revolution an, indem sie ihren Bürgern
- soziale, wirtschaftliche und politische Gerechtigkeit
- Freiheit der Gedanken, der Meinungsäußerung, des Glaubens, des Bekenntnisses und der Religionsausübung
- und politische Gleichberechtigung und Chancengleichheit

zusichert. Die Zusätze „sozialistisch“ – Ausdruck der sozial- und wirtschaftspolitischen Ausrichtung Indiens – und „säkular“ wurden erst 1976 in die Präambel aufgenommen (42. Änderungsgesetz).

### Grundrechtekatalog
Den freiheitlichen Grundcharakter der Verfassung zementiert der Grundrechtekatalog in Teil III. Darin sind allgemeine Menschenrechte wie Gleichheit vor dem Gesetz und die Nichtdiskriminierung aufgrund von Religion, Rasse, Kaste, Geschlecht oder Herkunft verankert (Art. 12 bis 18). Besondere Bedeutung hat Art. 17, der das Konzept der Unberührbarkeit abschafft und jedwede Benachteiligung von „Unberührbaren“ unter Strafe stellt. Neben diesen allgemeinen Grundrechten werden fünf weitere Grundrechtarten benannt:
1. Freiheitsrechte (Art. 19 bis 22): Meinungs-, Versammlungs-, Vereinigungsfreiheit, Freizügigkeit, Berufsfreiheit (Art. 19); Rechtsstaatlichkeit (Art. 20); Recht auf Leben, Freiheit der Person (Art. 21); Schutz vor Festnahme und Verhaftung in bestimmten Fällen (Art. 22)
2. Schutz vor Ausbeutung (Art. 23 und 24): Verbot von Menschenhandel, Zwangs- und Kinderarbeit
3. Religionsfreiheit (Art. 25 bis 28): hier besonders Gewissensfreiheit, Freiheit des Glaubensbekenntnisses, der Glaubensausübung und der missionarischen Tätigkeit (Art. 25)
4. Minderheitenrechte (Art. 29 und 30): Schutz von Minderheiten (Art. 29); Recht der Minderheiten auf eigene Bildungseinrichtungen
5. Recht auf Verfassungsbeschwerden (Art. 32 bis 35): Fühlt sich jemand in seinen Grundrechten beeinträchtigt, so darf er gemäß Art. 32 vor den Obersten Gerichtshof ziehen und eine Verfassungsbeschwerde einlegen.

Besonders umstritten war und ist die Streichung des Art. 31, der das Recht auf Eigentum garantierte, im Jahre 1978.

### Leitprinzipien des Staates
Die indische Verfassung benennt in Teil IV eine Reihe von Leitprinzipien, nach denen sich die Regierungen und Parlamente auf Bundes- und Länderebene richten sollen. Hierzu gehören vor allem soziale Rechte wie das Recht auf Arbeit, Bildung und staatliche Fürsorge sowie soziale Verpflichtungen des Staates wie die allgemeine Steigerung des Lebensstandards sowie die Schaffung einer gerechten Gesellschaftsordnung, menschlicher Arbeitsbedingungen und geeigneter Rahmenbedingungen für die Beteiligung von Arbeitnehmern an Unternehmen. Gemäß Art. 43 hat der Staat für ein Existenzminimum Sorge zu tragen. In Art. 45 verpflichtet er sich zur Einführung der kostenlosen Schulpflicht für alle Kinder bis zum Alter von 14 Jahren und in Art. 46 zur Förderung benachteiligter Bevölkerungsschichten (insbesondere der niederen Kasten und der Adivasi).
Neben den genannten sozialen Zielen enthält Teil IV der indischen Verfassung auch einige politische Prinzipien, so die Gewaltenteilung von Judikative und Exekutive (Art. 50) und die Bildung von Panchayats (Räten der kommunalen Selbstverwaltung der Dörfer; Art. 40).
Sehr allgemein formuliert sind die Artikel zum Umwelt- und Naturschutz (Art. 48A), Denkmalschutz (Art. 49) sowie zur Wahrung des internationalen Friedens und der freundschaftlichen Beziehungen zwischen den Nationen (Art. 51).
Im Gegensatz zu ihrem sonstigen, sehr detail- und umfangreichen Wesen ist die Verfassung an dieser Stelle sehr vage. Keines der vorgenannten Leitprinzipien ist gerichtlich durchsetzbar. Sie haben somit eher ideellen Charakter.

### Gewaltenteilung
In Indien existieren drei voneinander unabhängige Gewalten, die im Namen des Volkes ausgeübt werden. Die Exekutive oder ausführende Gewalt liegt auf gesamtstaatlicher Ebene beim Präsidenten und beim Ministerrat. Die Legislative oder gesetzgebende Gewalt umfasst das Parlament, wobei der Präsident gemäß Art. 123 während der Sitzungspausen des Parlaments Verordnungen erlassen darf, die Gesetzeskraft besitzen, aber nachträglich dem Parlament vorgelegt werden müssen. Streng getrennt von Exekutive und Legislative ist die Judikative oder rechtsprechende Gewalt, an deren Spitze der Oberste Gerichtshof (Supreme Court) steht.
Auf der Ebene der Bundesstaaten liegt die Legislative beim Parlament, das aus einer oder zwei Kammern bestehen kann (Art. 168). Einkammerparlamente tragen den Namen Gesetzgebende Versammlung (Legislative Assembly). Bei Zweikammersystemen fungiert die Gesetzgebende Versammlung als Unterhaus; daneben existiert ein Oberhaus namens Gesetzgebender Rat (Legislative Council). Es ist den Staaten freigestellt, per Parlamentsbeschluss ein Oberhaus einzurichten oder abzuschaffen (Art. 169). Die Exekutive vertreten der von der Zentralregierung eingesetzte Gouverneur und der vom Staatenparlament gewählte Chief Minister. Die Rechtsprechung liegt in der Hand der High Courts.

### Föderalismus
Indien ist ein föderaler Staat. Dem föderalistischen Prinzip setzt die Verfassung jedoch eine starke Zentralgewalt, die Indische Union, entgegen. So kann das indische Parlament die territoriale Organisation des Landes bestimmen, indem es neue Gliedstaaten aus bestehenden herauslöst, bestehende Staaten zusammenschließt oder Grenzkorrekturen vornimmt. Teil VI der Verfassung gibt für jeden Bundesstaat eine politische Grundordnung vor, indem er Aufgaben und Rechte von Exekutive, Legislative und Judikative der Staaten festlegt. Der politische Aufbau der Staaten ähnelt dem der Union. Im Notstandsfall kann die Union den Föderalismus fast vollständig außer Kraft setzen. Für den jungen indischen Staat, der durch die Abspaltung Pakistans politisch und wirtschaftlich geschwächt war und dessen Unabhängigkeit von gewalttätigen Auseinandersetzungen zwischen Hindus und Muslimen begleitet wurde, ergab sich dieser „Föderalismus von oben“ aus der Notwendigkeit, einen starken Zentralstaat zur Wahrung der nationalen Einheit zu schaffen. Ein zu starkes föderalistisches Element, so fürchteten die Gestalter der Verfassung, hätte dagegen separatistischen Bestrebungen und somit einer weiteren Aufsplitterung Indiens in unabhängige Einzelstaaten Vorschub leisten können.
Erst seit 1992 ist auch die kommunale Selbstverwaltung verfassungsrechtlich geregelt. Auf Dorf- und Distriktebene existieren als Panchayats (Hindi: „Fünferrat“) bezeichnete Volksvertretungen, um deren Einführung sich besonders Mahatma Gandhi verdient gemacht hat. Zusammensetzung und Funktion der Panchayats sind in den Art. 243 bis 243O, die der städtischen Selbstverwaltungsorgane in den Art. 243P bis 243ZG verankert.

### Amtssprache
Von besonderer Bedeutung für den Vielvölkerstaat Indien ist die Amtssprachenregelung. Als Amtssprache der Union gilt nach Art. 343 Hindi in Devanagari-Schrift und mit den international üblichen arabischen Ziffern. Daneben darf auch Englisch für alle offiziellen Zwecke verwendet werden. Der Status des Englischen als zusätzliche Amtssprache muss aber alle 15 Jahre vom Parlament bestätigt werden. Eine unter Art. 344 durch den Präsidenten eingesetzte Amtssprachenkommission soll den Präsidenten in Bezug auf die Verwendung der Amtssprachen – beispielsweise Förderung des Hindi und Einschränkungen im Gebrauch des Englischen – beraten und unter anderem auch die Interessen der nicht-hindisprachigen Gemeinschaften vertreten.
Die Bundesstaaten haben die Möglichkeit, Hindi oder eine oder mehrere regional verbreitete Sprachen zur Amtssprache zu erheben (Art. 345). In der Kommunikation zwischen der Union und den Bundesstaaten sowie zwischen den Bundesstaaten untereinander kommt aber nur eine der Amtssprachen der Union, also Englisch oder Hindi, zum Einsatz (Art. 346).
Am Obersten Gerichtshof Indiens und an den High Courts der Bundesstaaten ist Englisch Verfahrenssprache, wobei der Gouverneur eines Bundesstaats mit Zustimmung des Präsidenten auch den eingeschränkten Gebrauch des Hindi oder einer anderen regionalen Amtssprache am für seinen Staat zuständigen High Court erlauben darf. Für alle Gesetzesvorlagen, Gesetze und sonstigen Rechtsnormen, die in das Unionsparlament oder ein Staatenparlament eingereicht oder von diesen verabschiedet oder vom Präsidenten oder Gouverneur eines Staates erlassen werden, ist jeweils die englische Version maßgebend (Art. 348).
Petitionen an Regierungsstellen und Behörden können in jeder auf Unions- oder Staatenebene verwendeten Sprache eingereicht werden (Art. 350).

### Notstandsbestimmungen
Die indische Verfassung enthält eine Reihe von Notstandsbestimmungen, welche drei Fälle berücksichtigen: den nationalen Notstand, wenn sich der Gesamtstaat oder ein beträchtlicher Teil davon in einer bedrohlichen Lage befindet, den regionalen Notstand, wenn ein Bundesstaat unregierbar geworden ist, und den Finanznotstand, wenn die finanzielle Stabilität oder die Kreditwürdigkeit Indiens in Gefahr sind. Der letzte Fall ist bislang noch nie eingetreten.
Gemäß Art. 352 kann der Präsident den nationalen Notstand ausrufen, wenn er die innere oder äußere Sicherheit Indiens durch einen Ausnahmezustand, zum Beispiel einen bevorstehenden oder bereits ausgebrochenen Krieg oder einen bewaffneten Aufstand, für ernsthaft bedroht erachtet. Mit Inkrafttreten des Notstands wird die Macht der Zentralregierung wesentlich gestärkt. Nach Art. 353 darf sie den Staatenregierungen Anweisungen erteilen, während das Parlament ermächtigt wird, Kompetenzen der Bundesstaaten per Gesetz an die Union zu delegieren. Zudem kann der Präsident alle Grundrechte, die in Teil III der Verfassung aufgeführt sind, aufheben (Art. 359). Die in Art. 19 enthaltenen Grundrechte (unter anderem Meinungs-, Versammlungs- und Vereinigungsfreiheit) sind im Notstandsfall automatisch aufgehoben (Art. 358). Damit verliert der demokratische und föderalistische Charakter der Verfassung im Falle eines nationalen Notstandes weitestgehend seine Gültigkeit.
Neben dem nationalen Notstand existieren Notstandsbestimmungen für die Bundesstaaten (regionaler Notstand), die in Art. 356 geregelt sind. Teilt der Gouverneur eines Bundesstaates dem Präsidenten mit, dass sich sein Staat in einer besonderen Lage befindet, die den Staat unregierbar macht, so kann der Präsident per Proklamation die Exekutivgewalt der Staatenregierung übernehmen. Die Legislative geht in diesem Fall auf das indische Parlament über und kann von diesem gemäß Art. 357 an den Präsidenten weitergereicht werden. Die Übertragung der ausübenden Gewalt von der Regierung eines Gliedstaates auf den Präsidenten der Union wird als President’s rule bezeichnet.

## Verfassungsänderung
Nach Art. 368 der Verfassung kann das indische Parlament Verfassungsbestimmungen ändern, ergänzen oder streichen. Ein entsprechender Gesetzesvorschlag kann im Ober- oder Unterhaus eingebracht, muss aber von beiden Kammern mit jeweils absoluter Mehrheit aller Abgeordneten und Zweidrittelmehrheit der Anwesenden verabschiedet werden. Bei Änderungen bestimmter Verfassungsteile, die das föderale System betreffen, müssen zudem die Parlamente von mindestens der Hälfte aller Bundesstaaten ihre Zustimmung geben. Nach Verabschiedung durch das Parlament muss das Änderungsgesetz vom Präsidenten unterzeichnet werden, bevor es in Kraft tritt.